# Райхенау-ан-дер-Ракс
Райхенау-ан-дер-Ракс (нем. Reichenau an der Rax) — ярмарочная коммуна (нем. Marktgemeinde) в Австрии, в федеральной земле Нижняя Австрия у подножья горного массива Ракс.
Входит в состав округа Нойнкирхен. Население составляет 2867 человек (на 31 декабря 2005 года). Занимает площадь 89,5 км². Официальный код — 3 18 29.

## Политическая ситуация
Бургомистр коммуны — Йохан Леопольд Ледольтер (АНП) по результатам выборов 2005 года.
Совет представителей коммуны (нем. Gemeinderat) состоит из 21 места.
- АНП занимает 12 мест.
- СДПА занимает 8 мест.
- АПС занимает 1 место.

## Знаменитые жители
Отто фон Габсбург родился в Райхенау-ан-дер-Ракс в 1912 году.

## Weblinks
- Reichenau
- Шаблон:StatistikAustria